# Kosciuszko-Museum

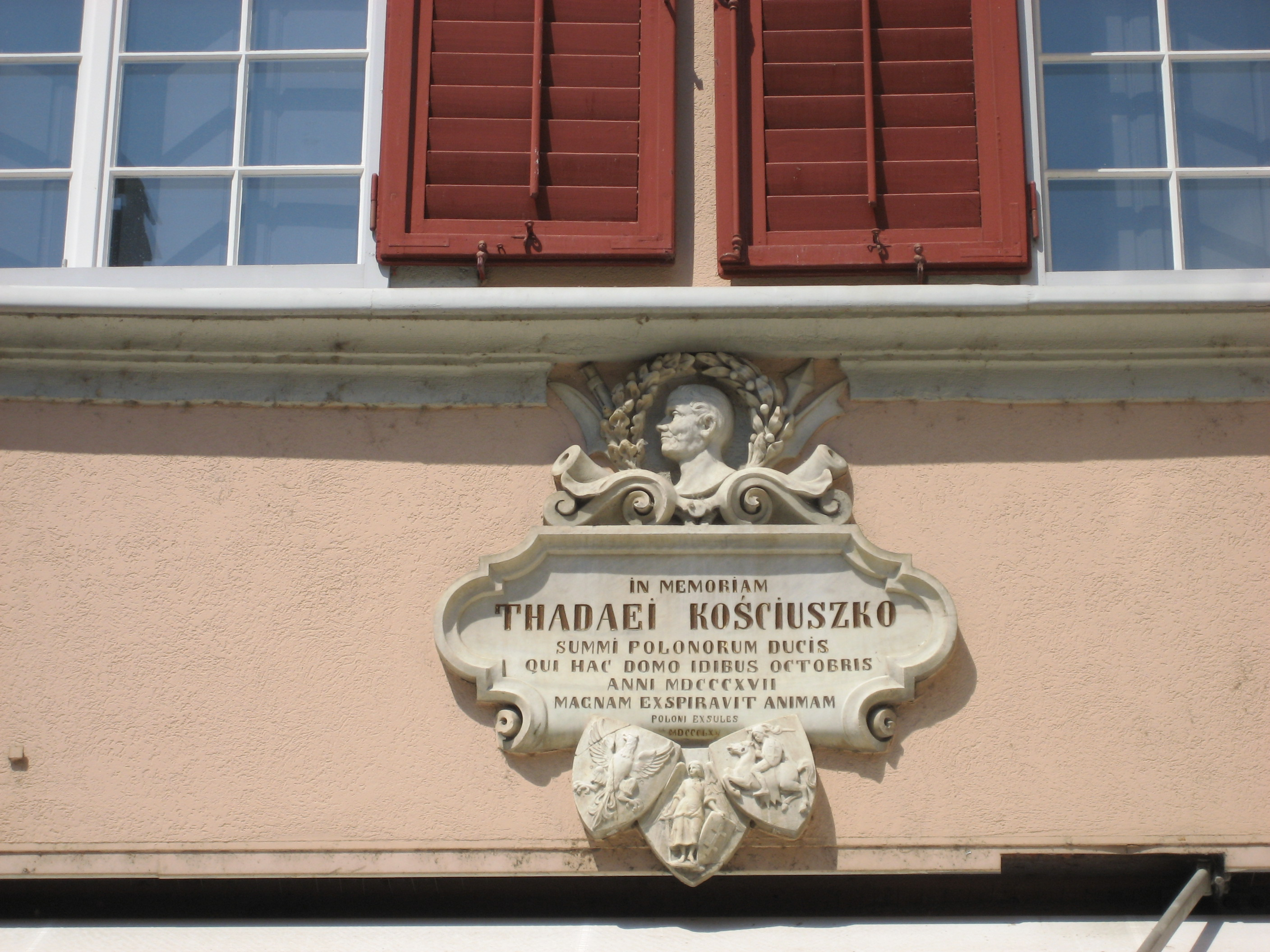
Gedenktafel am Museum

Das Kosciuszko-Museum (polnisch Muzeum Kościuszki w Solurze bzw. Solothurnie) ist ein historisches Museum in Solothurn (polnisch Solura), Schweiz. Es besteht seit 1936 im Sterbehaus des Revolutionshelden Tadeusz Kościuszko (1746–1817) in der Gurzelngasse 12. Seine Sammlung ist als «Kulturgut von regionaler Bedeutung» (B-Objekt) unter der KGS-Nr. 4719 in das Schweizerische Inventar der Kulturgüter eingetragen.

## Geschichte
Das Museum wurde am 27. September 1936 im Beisein des polnischen Aussenministers Józef Beck und der Bundesräte Giuseppe Motta und Hermann Obrecht eingeweiht. Es wurde im September 1984 nach einer Umgestaltung in drei Ausstellungsräumen neu eröffnet. Die Einrichtung hat am 26. September 2021 ihr 85. Jubiläum begangen.

## Kosciuszko-Gesellschaft
Träger des Museums ist die 1936 gegründete «Kosciuszko-Gesellschaft». Neben der Erhaltung des Museums betreut sie die «Polenanlage» in Zuchwil und pflegt die Freundschaft zwischen Polen und Schweizern. Präsident ist seit 2016 Remo Ankli, Vizepräsidentin seit 2022 Stefanie Ingold. Die Präsidentschaft hatten seit 1936 Max Obrecht, Robert Kurt, Urs Dietschi, Franz Josef Jeger, Alfred Rötheli und Thomas Wallner inne.

## Fussnoten
1. ↑  kosciuszko-solothurn.ch: Museumsgeschichte. (Abgerufen am 22. Januar 2022)
2. ↑  kosciuszko-solothurn.ch: Archiv. (Abgerufen am 22. Januar 2022)
3. ↑  kosciuszko-solothurn.ch: Kosciuszko-Gesellschaft. (Abgerufen am 22. Januar 2022)

Koordinaten: 47° 12′ 28,9″ N, 7° 32′ 10,8″ O; CH1903: 607403 / 228570